# جيمس لوفتون
جيمس ديفيد لوفتون  (بالإنجليزية: James Lofton)(ولد في 5 يوليو 1956) لاعب كرة قدم أمريكية سابق ومدرب. وهو مدرب سابق لسان دييغو شارجرز ولكنه اشتهر بسنواته في الدوري الوطني لكرة القدم كمستقبِل واسع لغرين باي باكرز (1978-1986) ولوس أنجلوس رايدرز (1987-1988)، وبوفالو بيلز (1989-1992) ولوس انجليس رامس (1993) وفيلادلفيا ايجلز (1993). وكان أيضا بطل لرابطة الوطنية لرياضة الجامعات (NCAA) في الوثب الطويل في عام 1978 بينما كان ملتحقاً بجامعة ستانفورد. تم إدخال لوفتون في قاعة مشاهير كرة القدم للمحترفين في عام 2003.

## المدرسة الثانوية
لوفتون تم إعداده في مدرسة جورج واشنطن الثانوية في لوس انجليس، كاليفورنيا حيث لعب في مركزي الدفاع والوسط.

## مهنة الكلية
تخرج لوفتون من جامعة ستانفورد. وحين أصبح سينيور في عام 1977، حصل لوفتون على 57 تمريرة لـ 1,010 ياردة (17,72 ياردة لكل متوسط استقبال) مع 14 هبوط، وكان الثاني في اختيار جميع الأمريكيين لأسوشيتد برس. وكان عضوا في أخوية ثيتا دلتا تشي.

### المسار والميدان
فاز لوفتون بلقب الوثب الطويل في بطولة الرابطة الوطنية لرياضة الجامعات للمسار والميدان عام 1978 مع القفز بمساعدة الرياح من 26 قدما و11¾ بوصة. وفاز ببطولة الوثب الطويل في سي آي إف كاليفورنيا عام 1974 بقفزة تبلغ 24 قدما و3½ بوصة لعدما كان في المركز السادس في تلك البطولة العام الذي قبله. وكان أيضا عداءاً، مع رقم قياسي من 20.5 في 200 متر. وقد كان مشاركا نشطا في المسار والميدان للمحترفين منذ عام 1997.

## احتراف المهنة
تم صياغة لوفتون في الجولة الأولى (السادسة الشاملة) من قرعة إن إف إل 1978 من قبل غرين باي باكرز. حمل لقببرو بول ثماني مرات (سبعة مع الباكرز، وواحد مع البيلز). كما لعل لأربعة فرق من المحترفين. كما لعب في ثلاثة سوبر بولز خلال مسيرته مع البيلز. تم إدخال لوفتون في قاعة مشاهير برو لكرة القدم في عام 2003.
في موسمه 16 في إن إف إل، امسك لوفتون بـ 764 تمريرة لـ 14,004 ياردة و 75 هبوط. وكان متوسطه 20 ياردة لكل مسكة أو أكثر لمدة خمسة مواسم، متصدراً الدوري في عامي 1983 و 1984 بمتوسط 22.4 و 22 ياردة على التوالي. كما قام بالجري نحو الهدف 32 مرة لـ 246 ياردة وانحدار واحد.
لوفتون هو أول لاعب إن إف إل يسجل 14,000 ياردة تلقي وكان ثاني لاعب، يلعب مباراة واحدة بعد درو هيل ليسجل هبوطا في 1970s، 1980s، و 1990s. خلال مواسمه التسعة في غرين باي، لعب لوفتون في سبعة برو بولز وغادر كمستقبل رائد في جميع الأوقات مع 9,656 ياردة (منذ كسرها دونالد درايفر). في عام 1991، أصبح لوفتون أقدم لاعب يسجل 1000 ياردة استقبال في الموسم (منذ كسرها من قبل جيري رايس). في 21 أكتوبر، من نفس العام، أصبح لوفتون أقدم لاعب يسجل 200 ياردة تلقي وكذلك 200 ياردة من الاشتباك في لعبة (35 عاما، 108 يوما). وهو أيضا ثاني أقدم لاعب لديه 200+ ياردة لجميع الاغراض في لعبة وراء ميل جراي، (35 عاما، 204 يوما)

## وظيفة المدرب
أصبح لوفتون مدرب استقبال واسع لسان دييغو شارجرز في عام 2002 واستمر في هذا المنصب حتى تم تسريحه في 22 يناير 2008. وأعلن في وقت لاحق لوفتون كمرشح ليصبح مدربا رئيسيا لأوكلاند رايدرز في عام 2007 ولكن المهمة آلت في وقت لاحق إلى لين كيفين. في عام 2008، استأجره فريق الرايدرز كمدرب استقبال واسع. في 13 يناير 2009، خرج لوفتون من أوكلاند رايدرز واستبدال بسانجاي لال.

## وظيفة تغطية المباريات
خدم لوفتون كمحلل لللون ومراسل هامش لتغطية إن إف إل على راديو ويستوود وان من 1999-2001. في عام 2009، انضم مرة أخرى إلى الشبكة إلى فريق مع ديف سيمز وبعد ذلك كيفن كوغلر لبث ليلة الأحد لكرة القدم. وانتقل بعدها إلى موقع تلفزيوني لاتحاد كرة القدم الأميركي على شبكة سي بي اس في عام 2017، ليحل محل ويلكوتس سليمان المعتزل.

## الحياة الشخصية
لوفتون وزوجته، بيفرلي، لديهم ثلاثة أطفال: ديفيد، ودانيال، وراشيل. ديفيد هو لاعب كرة القدم الذي لعب مؤخرا لتورونتو أرجونوتس في الدوري الكندي لكرة القدم. تم اختيار راشيل للمشاركة في الموسم الثالث من البرنامج التلفزيوني اندورانس هاواي، حيث احتلت المركز السادس. دانيال هو أيضا لاعب كرة قدم حصل على منحة دراسية لجامعة كاليفورنيا في بيركلي ولكن بعد ذلك انتقل إلى جامعة هاواي بعد سنته الدراسية الأولى. في عام 2009، نقل دانيال إلى جامعة هاردين سيمونز في أبيلين، تكساس حيث لعب كرة القدم كمستقبل واسع وتشغيل المسار كعداء. التحقت راشيلبجامعة كاليفورنيا في خريف عام 2009. لوفتون هو أيضا عراب لأطفال زميل الكلية السابق ولاعب إن إف إل غوردون بانكس. كان ابن عم لوفتون، كيفن باس، لاعب في دوري كرة القاعدة الرئيسي.
في أكتوبر 1984، راقصة في نادي سرادق في ميلووكي اتهمت جيمس لوفتون وزميله إدي لي إيفيري بالاعتداء الجنسي. وأكد لوفتون وإيفيري أن الأفعال كانت بالتراضي. ولم يتهم أي من اللاعبين في الحادث بسبب عدم وجود أدلة. وبعد ذلك بعامين، اتهم لوفتون بالاعتداء الجنسي من الدرجة الثانية في أعقاب حادث وقع في سلم ملهى ليلي في غرين باي. ووجد أنه غير مذنب في تلك التهمة.